# Endropiodes snelleni
Endropiodes snelleni är en fjärilsart som beskrevs av Hedemann 1881. Endropiodes snelleni ingår i släktet Endropiodes och familjen mätare. Inga underarter finns listade i Catalogue of Life.